# Мердок (Міннесота)
Мердок (англ. Murdock) — місто (англ. city) в США, в окрузі Свіфт штату Міннесота. Населення — 306 осіб (2020).

## Географія
Мердок розташований за координатами 45°13′23″ пн. ш. 95°23′36″ зх. д. / 45.22306° пн. ш. 95.39333° зх. д. (45.223133, -95.393463).  За даними Бюро перепису населення США в 2010 році місто мало площу 1,45 км², уся площа — суходіл.

## Демографія
Згідно з переписом 2010 року, у місті мешкало 278 осіб у 117 домогосподарствах у складі 74 родин. Густота населення становила 192 особи/км².  Було 131 помешкання (90/км²).
Расовий склад населення:
| - 95,0 % — білих - 4,0 % — осіб інших рас |

До двох чи більше рас належало 1,1 %. Частка іспаномовних становила 7,2 % від усіх жителів.
За віковим діапазоном населення розподілялося таким чином: 27,0 % — особи молодші 18 років, 62,6 % — особи у віці 18—64 років, 10,4 % — особи у віці 65 років та старші. Медіана віку мешканця становила 37,4 року. На 100 осіб жіночої статі у місті припадало 93,1 чоловіків;  на 100 жінок у віці від 18 років та старших — 103,0 чоловіків також старших 18 років.
Середній дохід на одне домашнє господарство  становив 51 494 долари США (медіана — 44 145), а середній дохід на одну сім'ю — 49 285 доларів (медіана — 43 472). Медіана доходів становила 38 125 доларів для чоловіків та 31 625 доларів для жінок. За межею бідності перебувало 14,7 % осіб, у тому числі 29,8 % дітей у віці до 18 років та 5,6 % осіб у віці 65 років та старших.
Цивільне працевлаштоване населення становило 146 осіб. Основні галузі зайнятості: роздрібна торгівля — 19,9 %, освіта, охорона здоров'я та соціальна допомога — 16,4 %, сільське господарство, лісництво, риболовля — 16,4 %.